# シリコンバレー銀行の経営破綻

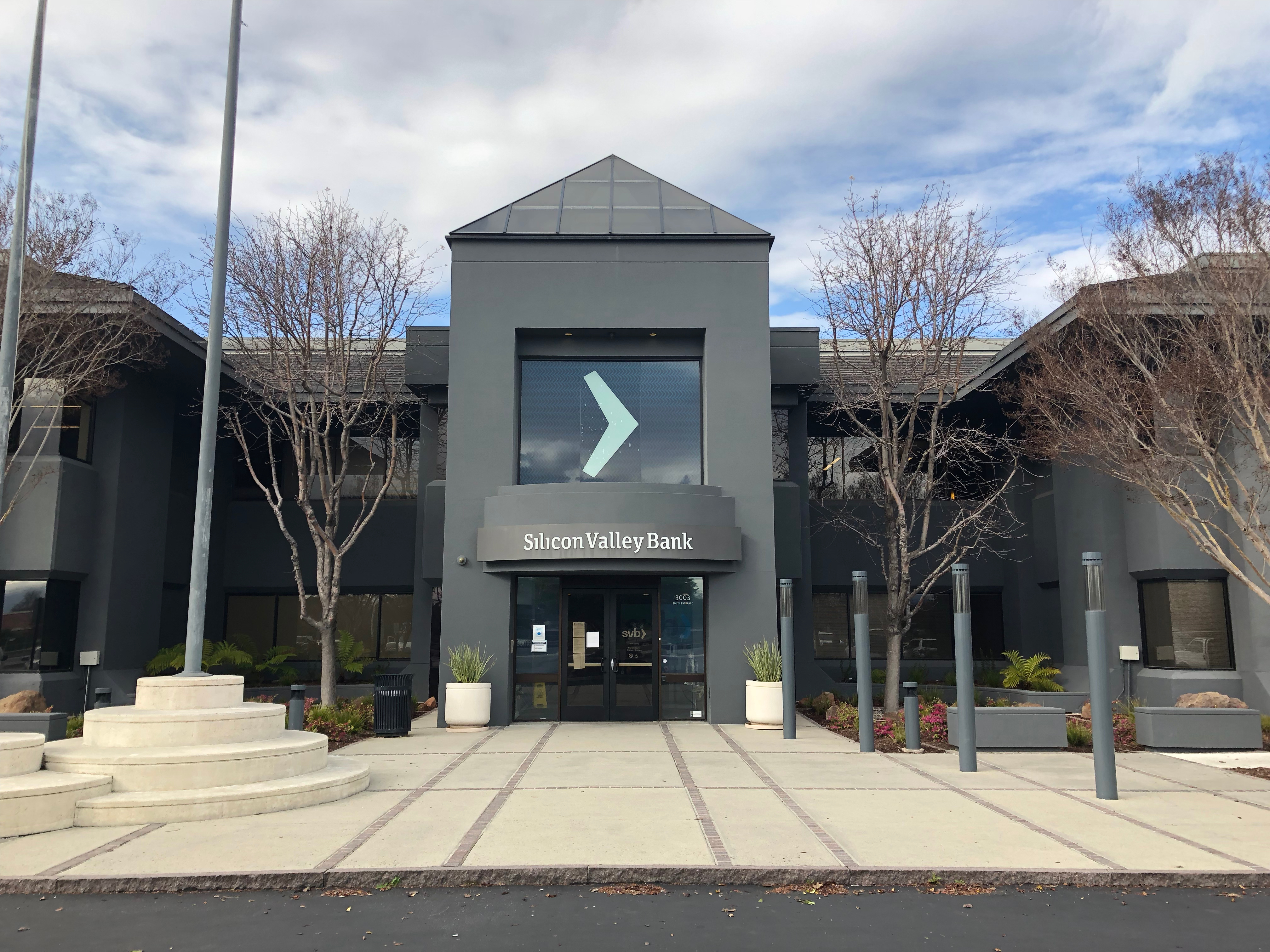
2023年3月13日、カリフォルニア州サンタクララにあるシリコンバレー銀行本店

シリコンバレー銀行（Silicon Valley Bank、SVB）は取り付け騒ぎの後、2023年3月10日に経営破綻し、米国史上3番目に大きな銀行破綻 (アメリカ合衆国)となり、2007年から2008年の金融危機以降では最大の規模となった。2023年3月に米国で発生した3件の銀行破綻のうちの1つであり、他の2つはシルバーゲート銀行とシグネチャー銀行である。
SVBは2021年以降、急増する自行の預金を運用してより高い投資収益を得るために、長期証券の保有を劇的に増やして満期保有目的で計上していたが、インフレ抑制のために連邦準備制度が金利を引き上げたため、2022年から2023年にかけてこれらの債券の市場価格は大幅に下落し、ポートフォリオに含み損が発生した。また、金利上昇は経済全体の借入コストも押し上げ、シリコンバレー銀行の顧客の中には流動性ニーズを満たすために資金を引き出す動きも出始めた。預金者による引き出しに対応するための現金調達のため、SVBは3月8日水曜日に、210億ドル相当の証券を売却し、150億ドルを借り入れ、さらに22.5億ドルを調達するために自己株式の一部を緊急売却すると発表した。この発表とシリコンバレーの著名投資家による警告が相まって、翌日までに顧客が総額420億ドルの資金を引き出したため、取り付け騒ぎが発生した。
3月10日の朝、カリフォルニア州金融保護・イノベーション局はSVBを連邦預金保険公社(FDIC)の管財下に置いた。この日にはさらに1000億ドルが引き出される見込みであった。同行の預金債務1720億ドルの約89%が、連邦預金保険公社(FDIC)による最大保証額を超えていた。同行破綻の2日後、FDICは財務省から特別な権限を与えられ、他の機関と共同で、翌朝にはすべての預金者が預金全額にアクセスできると発表した。同行の全部または一部を競売にかけることを目指し、3月13日月曜日に新たに設立されたブリッジバンクとなるシリコンバレー・ブリッジバンク(Silicon Valley Bridge Bank, N.A.)として同行を再開した。政府の対応を救済策と評する向きもあったが、この計画は同行やその経営陣、株主を救済することを目的としたものではなく、納税者の負担を伴わずに同行の資産売却益から無保険預金者への補償を行うことを目的としたものであった。
SVBの破綻は、米国および海外のスタートアップ企業に重大な影響を与え、多くの企業が一時的に銀行から資金を引き出せなくなった。他の大手テクノロジー企業、メディア企業、ワイナリーも影響を受けた。多くの創業者や彼らを支援するベンチャーキャピタルにとって、この銀行は第一選択肢であった。

## 背景
SVBは1983年に設立された商業銀行で、カリフォルニア州サンタクララに本社を置いていた。破綻当時、SVBは総資産額で全米第16位の規模を誇り、テクノロジー業界の企業や個人へのサービス提供に大きく傾注していた。米国のベンチャーキャピタルが支援するヘルスケアおよびテクノロジー企業のほぼ半数がSVBから融資を受けていた。Airbnb、Cisco、Fitbit、Pinterest、Block, Inc. などの企業がこの銀行の顧客であった。ベンチャー企業への融資に加えて、SVBは、ハイテク起業家へのプライベート・バンキング、個人向け融資枠、住宅ローンを提供することで知られていた。また、リスクの高い新興企業への専門的な融資も行っていた。シリコンバレー銀行は、銀行から借り入れを行う者に対して排他的な関係を求めていた。2023年3月9日木曜日以前は、カリフォルニア州金融保護・イノベーション局によると、SVBは「健全な財務状態」にあったが、2023年3月9日木曜日より前には、空売り業者の間でSVBを標的にする動きが増加していた。従業員は、政府が同社を管理下に置く数時間前の2023年3月10日に、年次ボーナスを受け取った。
2022年12月31日に提出された銀行の最終報告書（call report）によると、総資産は2090億ドル、総預金は1755億ドルであり、そのうち1516億ドル（86.4%）は保険対象外と銀行は推定している。

## 破綻

### 国債の下落
同銀行の預金残高は、2020年3月の620億ドルから2021年3月には1240億ドルに増加した。これは、科学技術分野における新型コロナウイルス感染症(COVID-19)パンデミックの影響によるものである。これらの預金のほとんどは、短期債よりも高い投資収益を求めて、長期国債に投資された。これらの長期国債は、2021年から2023年のインフレ急騰期に金利が上昇したため、時価が下落し、 新しい債券発行と比較して投資対象としての魅力が低下した。2022年4月、SVBの最高リスク管理責任者が退任したが、後任が指名されたのは2023年1月までで、これは金利上昇の時期と一致している。
2022年末時点で、同行の債券ポートフォリオは1170億ドルに達し、そのうち913億ドルは満期保有目的債券(時価評価されず、利益や損失は満期まで実現しない)に、260億ドルは売却可能有価証券(その名の通り、時価評価される)に分けられていた。その時点で、満期保有有価証券の時価評価による未実現損失は150億ドルを超えていた。同行は、債券ポートフォリオの一部について金利リスクのヘッジを行っていなかった。これは、ほとんどの銀行がヘッジを行わないのと同じ理由によるものと思われる。ヘッジ自体は市場の変動の影響を受けるが、債券を満期まで保有する目的は 満期まで保有する債券の目的は額面で保有することである。ほとんどの銀行は、満期保有ポートフォリオにおける金利リスクを最小限に抑えるために、短期債を購入している。この銀行は、2021年末までに152億ドルの金利スワップポートフォリオを構築することで、売却可能ポートフォリオにおける金利リスクをヘッジしていた。
同時に、民間からの資金調達が困難になったため、新規事業会社が事業資金を調達するために、この銀行から預金を引き出した。2022年に始まったテクノロジー部門での一連の人員整理も、預金者が預金を引き出す原因となった。2022年前半、この銀行は 売却可能債券ポートフォリオの金利スワップ110億ドルを解消することで、5億1700万ドルの利益を計上した。その年の終わりまでに、そのポートフォリオを保護するスワップは5億6300万ドルにまで減少した。2023年初頭、引き出し資金を調達するために必要な現金を調達するため、 、同行は売却可能な有価証券をすべて売却し、18億ドルの損失を計上した。同行は、暗号通貨ユーザーを対象としていたシルバートゲート銀行が業務縮小を開始した直後に発表したこと、また、発表に先立って民間からの資金調達を行わなかったことについて批判された。
一部の銀行専門家は、2018年に制定され、SVBのCEOであるグレッグ・ベッカーが支持した経済成長・規制緩和・消費者保護法(EGRRCPA)がなければ、銀行はより適切にリスク管理を行っていたであろうと述べた。この法律は、資産総額2500億ドル未満の銀行に対して、ドッド＝フランク・ウォール街改革・消費者保護法に基づき実施が義務付けられていたストレステストのシナリオの頻度と数を削減するものである。サンフランシスコ連邦準備銀行は、資産総額1000億ドルの銀行を毎年検査する裁量権を有していた。規制変更の実施にあたり、連邦準備銀行副議長のランデル・クォールズは、連邦準備銀行の銀行監督文化も変えたとされる。日常的な監督はそれほど厳しくなく、より予測可能になったという。

### 不安定化
2021年の連邦準備制度による銀行のレビューでは、リスク管理手続きにいくつかの欠陥が見つかった。銀行は連邦準備制度が指摘した6つの問題点を修正できず、2022年7月に全面的な監督レビューの対象となった。秋には、サンフランシスコ連銀当局者がSVBの上級幹部と会い、危機に際して銀行が現金調達能力があるか、金利上昇による損失の可能性について話し合った。連銀当局者は、銀行が欠陥のあるモデルを使用しており、SVBの役員が金利上昇により銀行の金利収入が大幅に増加し、財務状況が大幅に安定化すると誤って信じるようになったと判断した。2023年初頭までに、連銀はSVBのリスク管理手順を「水平レビュー」の対象とした。
破綻前の週に、ムーディーズ・インベスターズ・サービスが、銀行の持株会社であるSVBファイナンシャルに、未実現損失により、信用格付けがダブルダウングレードされる可能性があると通知したと報じられた。2023年3月8日、SVBは210億ドル相当の投資を売却し、150億ドルを借り入れ、 50億ドルを借り入れ、22.5億ドルを調達するために株式の緊急売却を行う予定であり、その中にはジェネラル・アトランティックへの5億ドルが含まれていると発表した。JPモルガン・チェースとバンク・オブ・アメリカは、同行を買収する機会を断った。同行がとった措置にもかかわらず、ムーディーズは3月8日にSVBの信用格付けを引き下げた。
ピーター・ティールが率いるファウンダーズ・ファンド、ユニオン・スクエア・ベンチャーズ、コートー・マネジメントなどの複数のベンチャーキャピタルの投資家たちは、投資先企業に対して、同行への預金の引き出しを促した。ファウンダーズ・ファンドは3月9日の朝までに同行から全資金を引き出した。その日の業務終了までに顧客は420億ドルを引き出し、 銀行の現金残高は約9億5800万ドルのマイナスとなった。SVBの顧客から資金を預かった金融サービス企業には、Brex、JPモルガン・チェース、モルガン・スタンレー、ファースト・リパブリック・バンクなどがある。SVBの株価は急落し、3月10日の朝に取引停止措置が取られるまで続いた。
2月27日、SVBファイナンシャル・グループのCEOであるグレッグ・ベッカーは、1月26日にSECに提出したSEC Rule 10b5-1に基づく幹部取引計画により、360万ドル相当の自社株12,451株を売却した。このルールはインサイダー取引を可能にする抜け穴であるとして批判されている。4月1日より、SECはほとんどの幹部取引計画について最低90日間の冷却期間を義務付けることとなった。

### 管財人制度

FDIC は、ブリッジ バンクに置き換える前に、保険付き預金を分配するために一時的にサンタクララ預金保険国法銀行 (DINB) を設立した。

3月10日の朝、連邦準備制度と連邦預金保険公社(FDIC)の検査官が、SVBの財務状況を査定するためにSVBのオフィスに到着した。数時間後、カリフォルニア州金融保護・イノベーション局は、流動性の不足と債務超過を理由にSVBを差し押さえ。そして、FDICの管理下に置かれた。SVBの破綻は、2007年から2008年の金融危機以降、資産規模で最大の銀行破綻であり、FDICが保証する銀行としては2番目の規模であった。
2022年12月31日時点の規制当局の報告書によると、無保険の預金は同行の総預金の89%を占めると推定された。他の銀行が直ちにそれらの預金の引き受けや保証を申し出ることはなかったため、FDICはサンタクララ預金保険国法銀行(DINB)を組織し、 翌週月曜日に支店を再開し、付保預金のみにアクセスを可能にした。また、SVBの資産が清算されるのに伴い、非付保預金資金については翌週中に配当を開始すると発表した。ムーディーズ・インベスターズ・サービスは、非付保預金者の回収率は80~90パーセントと予測した。連邦預金保険公社は、シリコンバレー銀行の従業員に45日後に解雇することを通知した。その間、給与所得者には50%の昇給、時間給従業員には残業代2倍を提示した。サンフランシスコ連邦準備銀行は、同銀行のCEOであるグレッグ・ベッカーが取締役会から外れたことを発表した。
SVBとニューヨークのシグネチャー・バンクの同時破綻により、他の地域銀行の状況に対する懸念が高まり、特にファースト・リパブリック・バンクとウェスタン・アライアンスに注目が集まった。さらに広範な信頼喪失の可能性に直面した財務省は、3月12日にFDICに例外を認め、 破綻した両行の預金に対する保険の対象外となる部分を保証し、その費用を他の加盟銀行に対する特別課徴金で賄うシステミックリスクエクセプションを認めた。3月13日、FDICはSVBの資産を新たなブリッジバンクであるシリコンバレー・ブリッジバンク(Silicon Valley Bridge Bank, N.A.)に移管し、ティム・マヨポロス(Tim Mayopoulos)を最高経営責任者(CEO)に任命した。ブリッジバンクは、預金保険の対象となる預金と対象外の預金をひとつの機関に統合し、買収希望者にとってより魅力的な存在となった。預金者に対して、法律で保護されている口座あたり25万ドルではなく、全額を保証するという米国政府の保証が救済措置に該当するかどうかについては、議論がある。ジョー・バイデン大統領は、この特定のケースに「救済」という言葉が当てはまることを否定した。ジャネット・イエレン財務長官はすでにSVBの救済を否定していた。
シリコンバレー銀行の海外子会社は139億ドルの預金を保有していた。イングランド銀行は、同行の英国子会社を銀行破綻処理手続きに置くための裁判所の命令を求めると声明を発表した。上海浦東発展銀行は、上海を拠点とする会長が議長を務めるSVBとの共同事業は、3月11日時点では破綻の影響を受けていないと声明を発表した。カナダの規制当局である金融監督局(OSFI)は3月12日、SVBカナダを一時的に管理下に置いた。3月15日、OSFIは同銀行を恒久的に管理下に置き、買い手が見つからなかったため、FDICが新たに設立するブリッジバンクにSVBカナダを再編すると発表した。
3月12日に行われたシリコンバレー銀行の資産の最初の競売では、PNCファイナンシャルサービシズとRBC銀行が申し出を断った後、銀行以外の1件の入札があっただけだった。バンク・オブ・アメリカ、JPモルガン・チェース、ゴールドマン・サックスはすべて申し出を断った。連邦預金保険公社は、システミックリスクエクセプションが認められた後、主要銀行からの入札を募るために2回目の競売を予定し、最初の競売を取り消した。システムリスク例外が認められた後、FDICはオークションを中止し、大手銀行からの入札を募るための2回目のオークションを予定した。メイオポロスは、ブリッジバンクの財務状況を改善するために、ベンチャーキャピタルや新興企業に対して預金を維持するよう促し、顧客に対しては、分散化戦略の一環として、最近銀行から引き出した預金の一部を戻すよう提案した。ベンチャーキャピタルのグループは、預金者に対して、資金の少なくとも半分は銀行に預け続けるよう呼びかけた。
シリコンバレー銀行の資産差し押さえにより、SVBファイナンシャル・グループの業務は深刻な打撃を受けた。持株会社は銀行と共有していたサンタクララの本社から締め出され、本社をニューヨーク市のオフィスに移転せざるを得なくなった。持株会社、ブリッジバンク、連邦預金保険公社は、給与システムの再編成について協議している。SVB Financial Groupの全従業員はSilicon Valley Bankの給与支払い対象となっており、SVB Financial Groupの給与支払い対象ではない。一方、親会社はシリコンバレー銀行の全従業員に福利厚生を提供している。一部の従業員は2つの会社で勤務時間を分け合っていた。
SVB Financial Groupは、銀行の系列会社であるSVBキャピタルとSVB証券の売却の可能性を探り始めた。後者の創業者であるジェフリー・リーリンク（Jeffrey Leerink）は、同社の買戻しに関心を示している。しかし、これらの企業の財務はシリコンバレー銀行と深く絡み合っており、売却を複雑にしている可能性がある。同社は銀行の破綻から1週間後に連邦破産法第11章の適用を申請した。 センターブリッジ・パートナーズ、デビッドソン・ケンプナー・キャピタル・マネジメント、PIMCOを含むグループが、同社の破綻を見越して株式を取得したと報じられている。
FDICのマーティン・J・グルーエンバーグ議長によると、同行の破綻により預金保険基金が負担する見込みの費用は200億ドルで、そのうち180億ドルは非付保預金の補償に充てられる。

### 買収
HSBC UKは2023年3月13日、納税者の負担なしに、預金者を完全に保護した上で、1ポンドでシリコンバレーバンクUKを買収することで合意したと発表した。
2023年3月26日、FDICはファースト・シチズンズ・バンカシェアーズがSVBの商業銀行事業を買収すると発表した。この取引の一環として、ファースト・シチズンズは約1190億ドルの預金と、SVBの貸付金720億ドルのうち160億ドル割引されたものを購入する 一方で、SVBの有価証券約900億ドルは引き続き管財下に残ることとなった。FDICは、ファースト・シチズンズの株式にリンクされた約5億ドル相当の株式評価権を受け取った。SVBの17支店は翌日、ファースト・シチズンズ銀行の一部門として再開し、 SVBの預金者はすべてファースト・シチズンの預金者となった。SVBプライベートは当初、別個に競売にかけられる予定であったが、ファースト・シチズンはSVBの事業も取得した。2022年末時点で、ファースト・シチズンは資産規模で全米第30位の銀行であった。買収後、トップ20入りを果たすこととなった。

## 影響
専門家は当初、SVBの破綻が米国の金融システムにシステミック・リスクをもたらすとは予想していなかった。しかし、専門家はこれらの影響は一時的なものだと考えているが、銀行の破綻により一部のテクノロジー系新興企業が困難に直面し、多額の無保険預金や低いキャッシュフローを抱える企業は大きなリスクに直面した。

### 預金者

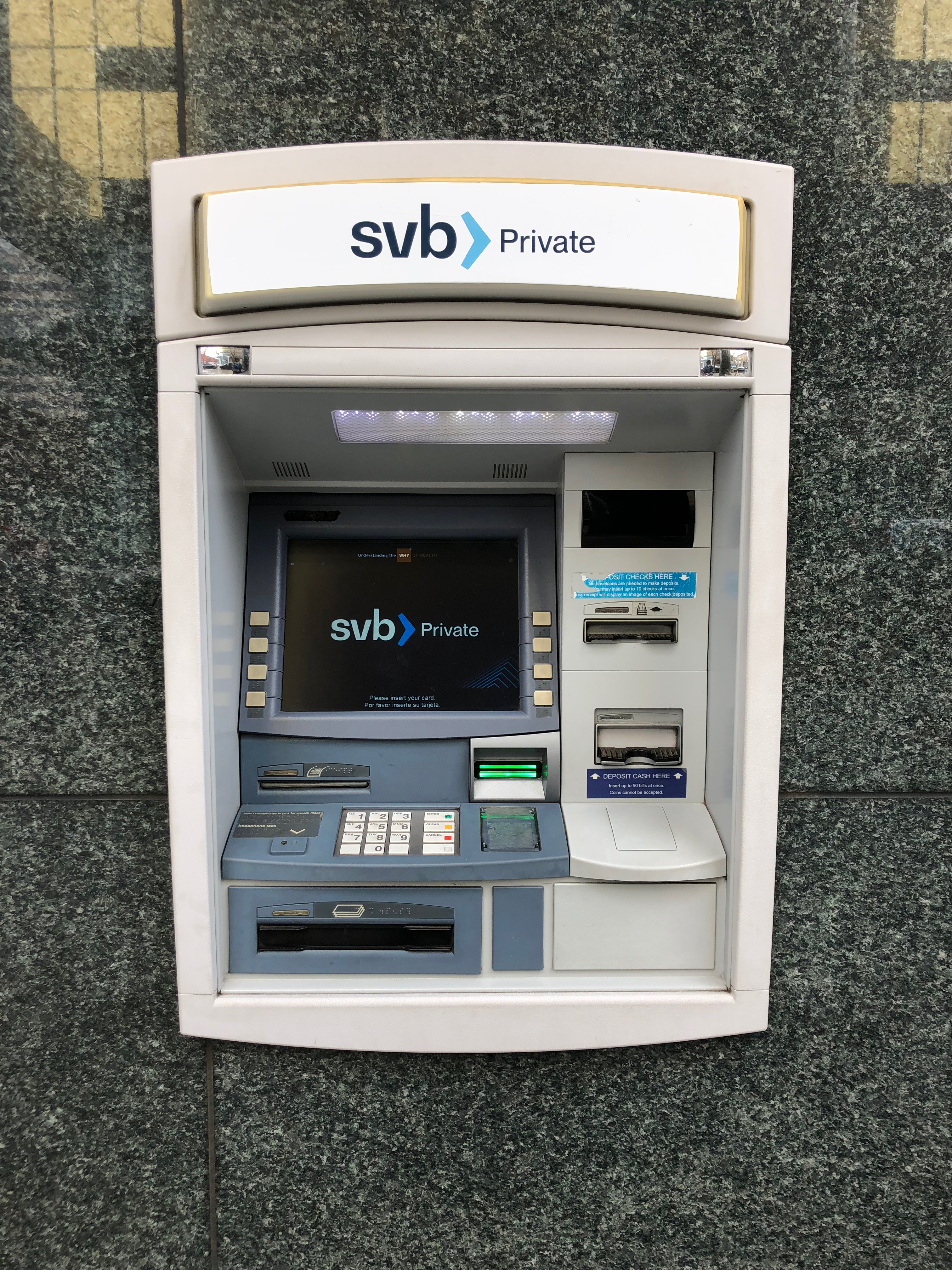
シリコンバレー銀行のATM（サンノゼ、2023年3月12日）

多くの新興企業は資金を引き出せなくなり、その結果、企業は給与支払いのために融資を受けることになった。カリフォルニア州法では従業員への給与支払いは一定の期間内に行うことが義務付けられているため、預金へのアクセスが継続的に不可能な状態が続いた場合、多数の新興企業が一時帰休やレイオフによる人員削減、あるいは完全な閉鎖に追い込まれる可能性があった。また、この銀行の破綻により、 ベンチャーキャピタル企業が投資を大幅に縮小したことで、ベンチャー債券市場の重要性が高まっているが、この市場における新興企業への資金調達も減少することとなった。Eコマース企業のEtsyは、販売者への支払いを延期せざるを得なくなった。同社はSVBを利用して、一部の販売者に預金を送金していた。銀行の破綻は、テキサス州オースティンで開催された新興企業向けの年次イベント「サウス・バイ・サウスウェスト・インタラクティブ」の開始時期と重なった。SVBクレジットカードによる若干の混乱はあったものの、イベント中は参加者は落ち着いた雰囲気を保っていた。破綻後数日間、シリコンバレーとサンフランシスコの銀行支店には、預金の引き出しや送金状況の確認を求める新興企業の創設者やその他の顧客が列を作った。多くのテクノロジー起業家は3月13日に預金へのアクセスを回復した。
米国証券取引委員会(SEC)への提出書類で、ストリーミングメディア企業のRoku, Inc.は、同社の現金準備金の約4分の1にあたる4億8700万ドルがSVBによって保有されていることを明らかにした。倒産の影響を受けたその他の企業には、ビデオゲーム開発会社の ビデオゲーム開発会社のRoblox Corporation、ビデオホスティングサービスのVimeo、給与処理業者のRipplingなどである。気候変動関連の技術系新興企業1,500社以上が、シリコンバレー銀行から融資を受けたり、与信枠を設定していた。2022年のインフレ削減法による需要増加を見込んで、多くの新興企業が事業拡大を図っていた時期に、今回の破綻は発生した。
テクノロジー系スタートアップ企業以外では、Vox MediaとBuzzFeedは銀行に資金を集中させており、Vox MediaはSVB発行のクレジットカードが使えなくなった。カリフォルニアワイン業界も、地域を代表するワイナリーを顧客としていたため、SVBの破綻の影響を受けた。オレゴン州のワイナリーも影響を受けた。同行の高級ワイン部門は、約400社の顧客に対して約11億ドルの未払い融資を抱えていた。カリフォルニア州知事ギャビン・ニューサムのワイン会社も同行の顧客であった。実業家のマーク・キューバンは、自身の副業であるコスト・プラス・ドラッグスとともに、同行に数百万ドルを預けていたと報じられている。
2002年以来、同行は27億ドルの融資と投資を行い、その中には2014年以降の16億ドルの融資も含まれ、シリコンバレーとサンフランシスコで約1万戸の低価格住宅を建設したほか、マサチューセッツ州でも低価格住宅を建設した( ボストン・プライベートを買収したことによるもの)破綻により、サンフランシスコ湾岸地域では11のプロジェクトが宙に浮いた状態となり、さらにロサンゼルスとセントラル・バレーで2つのプロジェクトが宙に浮いた状態となった。住宅擁護派は、遅延と資金調達の難しさを予測した。いくつかの非営利団体は、銀行の破綻による影響に数か月間対応しなければならないと予想している。SVBによるボストン・プライベート買収の余波として、カリフォルニア州サンマテオ郡の多くの非営利団体に対して、寄付金を別の銀行口座に振り向ける必要があったため、無償の銀行サービスが提供された。
銀行が加盟していたシリコンバレー・リーダーシップ・グループのCEOであるアーマド・トーマス氏は、この失敗をサンフランシスコ湾岸地域のスタートアップ・エコシステムにとっての後退と表現し、この銀行のビジネスモデルを再現するのは難しいと指摘した。

### 株主
シリコンバレー銀行の持株会社であるSVBファイナンシャル・グループは、S&P 500の構成銘柄であった。破綻当時、同社の筆頭株主には、S&P 500のパフォーマンスに連動する大型のETF(上場投資信託)の株式を所有していたザ・バンガード・グループ、ブラックロック、ステート・ストリート・コーポレーションが含まれていた。韓国国民年金は、 SVBの持株会社であるSVB Financial Groupの株式を10万株保有していた。カルパース(カリフォルニア州年金基金)は、2022年6月時点で、同行に対する債券を約6700万ドル、または総投資額の1パーセント未満を保有していた。
3月13日、ファースト・リパブリック・バンク、ウェスタン・アライアンス・バンココーポレーション、パックウェスト・バンココーポレーションなど、同様の地域銀行の株価が急落した。

### 金融システム
米国の銀行の時価総額は2日間で合計1000億ドル減少し、欧州の銀行は500億ドル減少した。SVBの損失は、金利上昇により低金利政策下で購入した債券の市場価値が減少したことで、銀行が直面する可能性のある課題を浮き彫りにした。一部の企業は シリコンバレー銀行のような地域銀行から預金を移し、大手商業銀行に安全性を求めた企業もあり、銀行業界のさらなる不安定化に対する懸念が高まった。ファースト・リパブリック銀行やウェスタン・アライアンス・バンココーポレーションなど、複数の銀行が投資家を落ち着かせるためのプレスリリースを発表した。
こうした懸念にもかかわらず、銀行専門家らは、SVBが経済のリスクの高い分野への銀行業務提供に特化しすぎていたこと、また、グレート・リセッションに先立つ2008年の金融危機以来、金融規制が強化されていることから、他の銀行は安定を維持できると見ている。SVBは2021年、ドッド＝フランク法で定められた基準に達し、連邦預金保険公社(FDIC)に事業継続計画(「リビング・ウィル」)を提出することが義務付けられた。翌年、同社はこれを提出した。EGRRCPAにより2018年にその要件の基準値が引き上げられたため、同社は同法に基づく定期的なストレステストには参加していなかった。SVBの最高経営責任者は、この変更を要求した人物の一人であった。
2023年3月12日、シグネチャー・バンクも閉鎖され、ニューヨーク州金融サービス局が管理下に置かれた。これらの銀行破綻を受け、連邦準備制度は、他のリスクのある銀行の流動性を支えるために銀行用ターム・ファンディング・プログラムの創設を発表した。
ステーブルコインUSD Coin (USDC) を発行するピアツーピア決済技術企業Circleは、SVBは同社がUSDCの現金準備を管理するために使用する6つの銀行パートナーのうちの1つであり、現金準備の33億ドル(約8%)がそこに保有されていると証言した。USDCの価格は、3月10日と11日の取引中に1米ドルの固定為替レートを下回り、コインベースはUSDCと米ドル間の交換を停止した。SDCは、サークルが投資家に固定相場制を維持することを保証した後、ほとんどの損失を回復した。
投資家やエコノミストは、SVBの破綻やその他の最近の銀行破綻により、3月22日に予定されていた連邦準備制度の金利引き上げが阻止される可能性があると信じていた。 しかし、金利引き上げは承認された。
この失敗により、連邦準備制度が大手銀行に対して要求している、政府保証証券(シリコンバレー銀行が投資している米国債など)への現金同等物の保有を求める措置に対する大手銀行のロビー活動が複雑化している。

### 法的措置
4月28日、連邦準備制度理事会は、監督担当副議長マイケル・バールによる同行の監督と規制に関する事後調査を発表した。前任者のランダル・クォールズ(Randal Quarles)在任中のSVBに対する監督の甘さに焦点を当て、中規模銀行に対する規制の見直しを求めている。米証券取引委員会と米司法省は、同行の財務開示と経営陣の最近の取引計画について調査を開始したと報じられている。
3月13日、SVBの株主が、経営陣と銀行による虚偽の陳述を理由に詐欺があったとして、カリフォルニア州北部地区連邦地方裁判所に証券集団訴訟を提起した。
マサチューセッツ州選出の上院議員エリザベス・ウォーレンは、上院と下院の約50人の民主党議員が共同提案した法案を提出した。この法案は、定期的なストレステストを含むEGRRCPAの一部規定を廃止するものである。上院銀行住宅都市問題委員会は3月28日、連邦準備制度による銀行監督に焦点を当てた銀行破綻に関する公聴会を開催した。前CEOのグレゴリー・W・ベッカー氏はこの公聴会には出席せず、シェロッド・ブラウン上院議員とティム・スコット上院議員は、後日の公聴会への出席を要請している。

## 反応

### 公式な反応
3月11日、ジョー・バイデン米大統領はカリフォルニア州知事ギャビン・ニューサムと倒産について協議した。3月13日の市場開始前のホワイトハウスからのテレビ演説で、バイデンは銀行システムの回復力に自信を示し、納税者資金で投資家に報酬を与えることなく預金の利用を確保することを政府が保証すると約束し、銀行経営陣に責任を取らせ、将来の破綻を防ぐための規則変更を提案すると約束した。全国信用組合連合会の理事らは、銀行システムとは対照的に米国の信用組合システムの安全性を強調したが、金利デリバティブの利用を含む効果的なリスク管理の重要性を繰り返し、議会に中央流動性管理制度の強化を促した。
イスラエルのベンヤミン・ネタニヤフ首相は、イスラエルのテクノロジー企業が流動性危機を乗り切るための支援策を講じることを約束した。インドのIT大臣ラジーヴ・チャンドラセカールは、インドのスタートアップコミュニティへの影響を評価するために企業と会合した。英国のリシ・スナク首相、日本の松野博一文部科学大臣、韓国の金融委員会は、それぞれ自国の金融セクターに対するシステミック・リスクを軽視した。
ギャリー・タンやデビッド・O・サックスを含む599人のベンチャーキャピタリストのグループ、ヘッジファンドマネージャーのビル・アックマン、カリフォルニア州の上院議員スコット・ウィーナーは、無保険の預金者を守るために政府の介入を求めた。アリゾナ州選出のルーベン・ガレゴとカリフォルニア州選出のエリック・スワルウェルは、預金者への全額払い戻しを求めた。一方、カリフォルニア州選出のロー・カンナ、カリフォルニア州選出のブラッド・シャーマンは、財務省と連邦預金保険公社（FDIC）に対して、預金者が保護されることを確認し、給与の支払いができるようにするよう求めた。カンナは、地域銀行を救済する前例として、1991年のニューイングランド銀行の破綻を挙げた。フロリダ州選出の下院議員マット・ゲイツと共和党の大統領候補ニッキー・ヘイリー、ヴィヴェック・ラマスワミは、納税者負担による銀行救済に反対の意を示した。ラマスワミは、代わりに連邦預金保険公社（FDIC）の預金保険限度額を引き上げることを提案した 。サンノゼ市長のマット・マハンも、25万ドルの限度額を「難解」と評した。
ニューサム知事、アリゾナ州選出のキルステン・シネマ上院議員、カリフォルニア州選出のアナ・エシュー下院議員は、銀行用語資金調達プログラムを通じて納税者に影響を与えることなく預金者を保護するという連邦預金保険公社(FDIC)の発表を称賛した。マハン市長は、連邦政府による銀行破綻への対応は遅く、シリコンバレーの新興企業が国家経済に貢献していることを理解していないことを示すものだと批判した。マサチューセッツ州選出の上院議員エリザベス・ウォーレンとテネシー州選出の上院議員ビル・ハガティは、取り付け騒ぎのきっかけとなったベンチャーキャピタル企業を含む大口預金者を保護した規制当局を批判した。共和党の議員や金融政策の専門家は、他の銀行にモラル・ハザードを生み出す可能性があるとして、この緊急措置を批判した。オハイオ州選出の上院議員J・D・ヴァンスは、連邦政府が同様の措置を小規模な銀行や信用組合に対して取ったかどうか疑問を呈した。経済学者のポール・クルーグマンは、この破綻と政府の対応を貯蓄貸付機関の危機と比較した。経済学者のディーン・ベイカーは、比較的高度な技術を持つシリコンバレーの企業経営者を救済することへの幅広い合意と、バイデン大統領の学生ローン免除プログラムに対するモラルハザードと自己責任に関する反対意見を対比させた。サンノゼ商工会議所のCEOであるデリック・シーヴァーは、預金者を保護しないままにしておくことによる潜在的なリスクを回避するなら、モラルハザードは起こりうると述べた。
一部の専門家によると、シリコンバレー銀行の破綻に対して政府が迅速に対応したことは、同銀行が破綻するまではテクノロジー業界以外ではほとんど重要視されていなかったことを示しており、公的支援の注入に依存した脆弱なシステムであることを露呈したという意見もある。ウォーレン上院議員、カーナ下院議員、マハン市長は SVB株を最近売却したCEOのグレッグ・ベッカーの利益を差し押さえ、預金者に返還するよう求めた。エシュー下院議員は、銀行従業員に支払われた直前のボーナスを「非常に不快」と批判した。

### 原因についての議論
連邦準備制度の監督担当副議長であるマイケル・バーは、上院の公聴会で「典型的な銀行経営の不手際」と述べた。「SVBは、金利リスクと流動性リスクを効果的に管理できなかったため経営破綻に至り、その後、24時間足らずの間に、無保険の預金者による予想外の取り付け騒ぎに見舞われた」と証言した。また、連邦準備制度の監督者は2021年11月には早くも警告を発し始めており、銀行は問題を適時に是正するための必要な措置を講じることができなかったとも述べた。
連邦預金保険公社と連邦準備制度による公式報告書では、規制緩和と残りの規制の執行の減少が、銀行の経営悪化による破綻を招いたと指摘している。
暗号通貨の推進派は、分散型通貨システムの支持が崩壊したことを挙げた。テクノロジー業界の他の人々は、FTXの破産や暗号通貨に特化した銀行の撤退など、暗号通貨ビジネスにおける最近の出来事が預金者にパニックを起こさせる条件を整えたと指摘し、FDICの限定的な保証は暗号通貨には当てはまらないと述べた。
ウォーレン上院議員、カーナ下院議員、バーモント州選出のバーニー・サンダース上院議員は、EGRRCPAが可決されるまでSVBの規模の銀行に義務付けられていたストレステストによって、この銀行の破綻は回避できたはずだと主張し、同法の廃止を求め ベッカーが同法を支持したことを批判した。ウォーレンとコネチカット州選出のリチャード・ブルーメンソール上院議員は、司法省と証券取引委員会に、銀行の上級幹部が法律に違反したかどうかを調査するよう要請した。
ルイジアナ州選出のジョン・N・ケネディ上院議員は、監督当局の甘い監督を批判した。大手銀行を代表する銀行政策研究所は、SVBとシグネチャー・バンクの破綻は、規制よりもむしろ経営と監督の失敗が主な原因であると主張し、加盟行の回復力を強調した。
共和党員や保守派のコメンテーターの何人かは、同行が失敗したのは、米国の中規模・大規模銀行に典型的な、従業員の多様性推進の取り組みに「目を覚まし」気を取られていたからだと主張した。フロリダ州知事のロン・デサンティス、ジョージア州選出の下院議員マージョリー・テイラー・グリーン、そしてタッカー・カールソンは、同行の失敗を多様性・公平性・包摂（DEI）プログラムに結びつけた。グリーンとケンタッキー州選出のジェームズ・コマー下院議員は、同行の環境、社会、企業統治への投資プログラムを挙げた。サウスカロライナ州選出のティム・スコット上院議員は、サンフランシスコ連銀が気候変動への共通の関心から同行のリスクを見落としていたとほのめかした。アンディ・ケスラーは、同行の取締役会にマイノリティや退役軍人がいることが気晴らしになっていると示唆した。ニューヨーク・ポスト紙は、米国で発生したリスクの責任を英国子会社の管理者のDEIへの取り組みに押し付けた。保守派メディアでは、SVBが「BLM運動および関連する原因」に7300万ドル以上を寄付したという主張が広まった。この主張は、保守派の団体が作成した「BLM暴動に資金を提供した人物」を示すとされるデータベースを引用したものである。Talking Points Memoによる分析では、このデータベースは実際には、ブラック・ライブズ・マター運動とは明白な関係のない、さまざまな多様性プログラムに対する企業からの寄付を示していたことが判明した。また、AP通信も、この破綻が「目覚めたアジェンダ」によって引き起こされたという主張を調査したが、その主張を裏付ける証拠は何も見つからなかった。サウスカロライナ州選出のナンシー・メイス下院議員は、他の議員たちが銀行の破綻を政治問題化していると批判し、市場に影響を与える可能性のある公のコメントには慎重になるよう促した。